# Fredric Palmqvist
Fredric Palmqvist, född 28 juli 1720, död 18 juli 1771, var en svensk friherre och matematiker. Han var son till Magnus Palmqvist och far till Magnus Daniel Palmqvist.
Palmqvist blev student vid Uppsala universitet 1736, ingick därefter som volontär vid Fortifikationen. År 1739 drabbades han av en sjukdom, som resulterade i obotlig lamhet och omöjliggjorde den militära banan. Han började då att studera matematik, fick slutligen majors titel och en liten pension samt bosatte sig först i Östergötland, sedan i Skåne. Han blev 1745 ledamot av Vetenskapsakademien. 
Palmqvist var en produktiv författare, främst som utgivare av läroböcker, inom vissa ämnen de första svenskspråkiga. Några av dessa läroböcker är huvudsakligen sammandrag av utländska arbeten, andra mer självständiga. Han skrev även bland annat anmärkningar till fjärde upplagan (1754) av Anders Celsius "Arithmetica" och översatte några arbeten, dels av matematiskt, dels av allmänt innehåll.